# 伊济约
伊济约（法語：Izieu，法語發音：[izjø]）是法国东部安省的一个市镇，属于贝莱区。

## 地理
伊济约（45°39'17"N, 5°38'37"E）面积7.67 平方千米，位于法国奥弗涅-罗讷-阿尔卑斯大区安省，该省份为法国东部省份，北起汝拉省，西北接索恩-卢瓦尔省，西接罗讷省和里昂大都会，南至伊泽尔省，东与萨瓦省、上萨瓦省和瑞士接壤。
与伊济约接壤的市镇（或旧市镇、城区）包括：布雷涅-科尔东、米尔和热利尼约、佩里约、普雷梅泽勒。

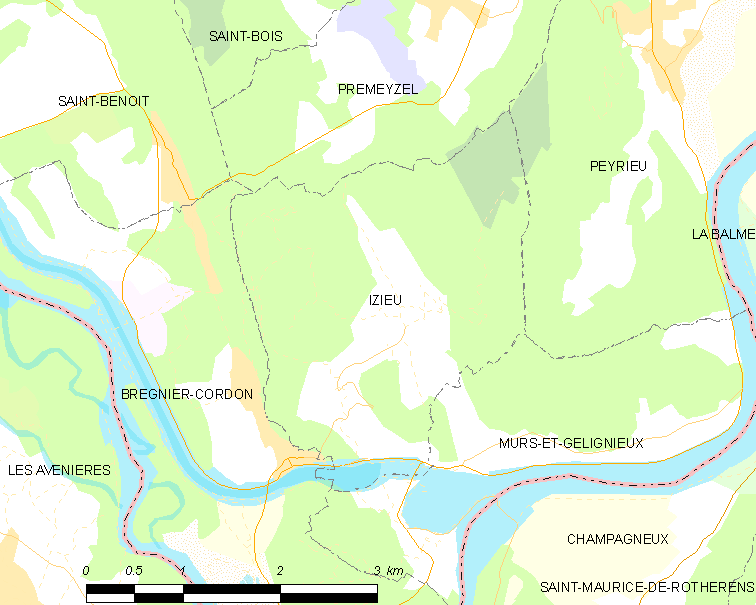
伊济约的OSM定位图

伊济约的时区为UTC+01:00、UTC+02:00（夏令时）。

## 行政
伊济约的邮政编码为01300，INSEE市镇编码为01193。

## 政治
伊济约所属的省级选区为贝莱县。

## 人口

1962-2008年间伊济约人口变化图示

伊济约于2022年1月1日时的人口数量为223人。